# Janine Thompson
Janine Thompson-Tremelling (Sydney, 12 september 1967) is een voormalig tennisspeelster uit Australië. 

## Loopbaan
Op het Australian Open 1983 speelde zij met Jenny Byrne als verliezend finaliste de meisjesdubbelspelfinale. In 1985 won zij de meisjesdubbelspelfinale van Wimbledon 1985, samen met Louise Field.
In 1986 won zij de enkelspeltitel op het WTA-toernooi van Pennsylvania in Hershey – aangezien dit de laatste editie van dit toernooi was, is zij daar in principe nog steeds titelhoudster. In 1988 en 1989 won zij vier dubbelspeltitels, in Nashville (Tennessee, VS), Wellington (Nieuw-Zeeland), Rome (Italië) en Berlijn (Duitsland).
Voor Australië speelde zij in de periode 1986–1990 onder de naam Tremelling vijf partijen op de Fed Cup – zij won er vier.

## Resultaten grandslamtoernooien
| Legenda | Legenda                          |
| ------- | -------------------------------- |
| g.t.    | geen toernooi gehouden           |
| l.c.    | lagere categorie                 |
| –       | niet deelgenomen                 |
| G       | uitgeschakeld in de groepsfase   |
| 1R      | uitgeschakeld in de eerste ronde |
| 2R      | uitgeschakeld in de tweede ronde |
| 3R      | uitgeschakeld in de derde ronde  |
| 4R      | uitgeschakeld in de vierde ronde |
| KF      | uitgeschakeld in de kwartfinale  |
| HF      | uitgeschakeld in de halve finale |
| F       | de finale verloren               |
| W       | het toernooi gewonnen            |
| w-v     | winst/verlies-balans             |

### Enkelspel
| toernooi        | 1985 | 1986 | 1987 | 1988 | 1989 | 1990 |
| --------------- | ---- | ---- | ---- | ---- | ---- | ---- |
| Australian Open | 1R   | g.t. | 4R   | 2R   | –    | 1R   |
| Roland Garros   | 1R   | 1R   | –    | –    | 4R   | 1R   |
| Wimbledon       | 1R   | 1R   | –    | –    | 2R   | –    |
| US Open         | 1R   | –    | –    | –    | 1R   | –    |

### Vrouwendubbelspel
| toernooi        | 1983 |    | 1985 | 1986 | 1987 | 1988 | 1989 | 1990 |
| --------------- | ---- | -- | ---- | ---- | ---- | ---- | ---- | ---- |
| Australian Open | 1R   | 2R | g.t. | 2R   | 3R   | 1R   | 3R   |      |
| Roland Garros   | –    | –  | 3R   | –    | KF   | 1R   | 2R   |      |
| Wimbledon       | –    | –  | KF   | –    | 2R   | –    | 1R   |      |
| US Open         | –    | –  | –    | –    | KF   | KF   | 1R   |      |

## Palmares
| Legenda                |
| ---------------------- |
| Grandslamtoernooi      |
| Olympische Spelen      |
| Year-End Championships |
| Tier I                 |
| Tier II                |
| Tier III               |
| Tier IV & V            |

### WTA-finaleplaatsen enkelspel
| nr.              | finale     | toernooi    | ondergrond | tegenstandster  | score    |
| ---------------- | ---------- | ----------- | ---------- | --------------- | -------- |
| gewonnen finales |            |             |            |                 |          |
| 1.               | 1986-03-09 | WTA Hershey | tapijt (i) | Catherine Suire | 6-1, 6-4 |
| verloren finales |            |             |            |                 |          |
| geen             |            |             |            |                 |          |

### WTA-finaleplaatsen vrouwendubbelspel
| nr.              | finale     | toernooi        | ondergrond    | partner          | tegenstandsters                    | score         |
| ---------------- | ---------- | --------------- | ------------- | ---------------- | ---------------------------------- | ------------- |
| gewonnen finales |            |                 |               |                  |                                    |               |
| 1.               | 1988-10-23 | WTA Nashville   | hardcourt (i) | Jenny Byrne      | Elise Burgin Rosalyn Fairbank      | 7-5, 6-7, 6-4 |
| 2.               | 1989-02-12 | WTA Wellington  | hardcourt     | Elizabeth Smylie | Tracey Morton-Rodgers Heidi Sprung | 7-6, 6-1      |
| 3.               | 1989-05-14 | WTA Rome        | gravel        | Elizabeth Smylie | Manon Bollegraf Mercedes Paz       | 6-4, 6-3      |
| 4.               | 1989-05-21 | WTA Berlijn     | gravel        | Elizabeth Smylie | Lise Gregory Gretchen Rush         | 5-7, 6-3, 6-2 |
| verloren finales |            |                 |               |                  |                                    |               |
| 1.               | 1986-05-25 | WTA Lugano      | gravel        | Jenny Byrne      | Elise Burgin Betsy Nagelsen        | 2-6, 3-6      |
| 2.               | 1987-01-11 | WTA Sydney      | gras          | Jenny Byrne      | Betsy Nagelsen Elizabeth Smylie    | 7-6, 5-7, 1-6 |
| 3.               | 1988-05-08 | WTA Rome        | gravel        | Jenny Byrne      | Jana Novotná Catherine Suire       | 3-6, 6-4, 5-7 |
| 4.               | 1988-05-22 | WTA Straatsburg | gravel        | Jenny Byrne      | Manon Bollegraf Nicole Provis      | 5-7, 7-6, 3-6 |
| 5.               | 1989-02-05 | WTA Auckland    | hardcourt     | Elizabeth Smylie | Patty Fendick Jill Hetherington    | 4-6, 4-6      |

### Gewonnen ITF-toernooien enkelspel
| nr. | finale     | toernooi  | dotatie | ondergrond | tegenstandster in finale | score         |
| --- | ---------- | --------- | ------- | ---------- | ------------------------ | ------------- |
| 1.  | 1989-02-26 | Melbourne | $10.000 | hardcourt  | Claudine Toleafoa        | 6-1, 6-3      |
| 2.  | 1989-03-05 | Canberra  | $10.000 | gras       | Sally McCann             | 6-4, 6-3      |
| 3.  | 1989-03-12 | Bendigo   | $10.000 | gras       | Sally McCann             | 6-3, 6-3      |
| 4.  | 1989-04-16 | Palermo   | $25.000 | gravel     | Laura Golarsa            | 6-2, 6-7, 6-4 |
| 5.  | 1990-03-04 | Canberra  | $10.000 | gras       | Danielle Jones           | 6-3, 6-0      |

### Gewonnen ITF-toernooien dubbelspel
| nr. | finale     | toernooi  | dotatie | ondergrond | partner          | tegenstandsters in finale      | score         |
| --- | ---------- | --------- | ------- | ---------- | ---------------- | ------------------------------ | ------------- |
| 1.  | 1985-03-04 | Tasmanië  | $10.000 | hardcourt  | Louise Field     | Colleen Carney Michelle Turk   | 6-1, 4-6, 6-4 |
| 2.  | 1985-03-10 | Melbourne | $10.000 | hardcourt  | Louise Field     | Karen Deed Wendy Frazer        | 6-0, 6-0      |
| 3.  | 1988-03-13 | Canberra  | $10.000 | gras       | Lisa O'Neill     | Rachel McQuillan Rennae Stubbs | 6-3, 7-5      |
| 4.  | 1989-02-19 | Adelaide  | $10.000 | hardcourt  | Kristin Godridge | Kate McDonald Rennae Stubbs    | 5-7, 6-2, 6-2 |
| 5.  | 1989-02-26 | Melbourne | $10.000 | hardcourt  | Sally McCann     | Kate McDonald Rennae Stubbs    | 6-3, 6-2      |